# Viaje de Contreras
El viaje de Contreras fue un «viage» o «qanat» de la ciudad de Madrid, construido en el siglo xvii, entre 1637-1645. Se concibió para aumentar el caudal del viaje principal de la Castellana, junto al también complementario viaje de la Alcubilla. En su conjunto constituyeron una de las redes principales de abastecimiento de agua para las fuentes públicas del Centro de la capital de España.

## Recorrido y uso
Este viaje, calificado de “aguas gordas” –y creado como asistente de uno de los tres viajes propiedad de la Villa de Madrid: el de la Fuente Castellana (1613-1620)–, tenía su nacimiento en el que fuera conocido como Valle de Norieta, junto al antiguo camino de Postas, en lo que más tarde sería el lado de Poniente del paseo de la Castellana, entre el monasterio de las Descalzas Reales y el antiguo camino de Fuencarral.
Su trazado y fontanería fueron encargados en 1633 a Gabriel de Avenares y Sebastián de la Oliva por el superintendente Francisco de Tejada y Mendoza, y 
se concluyeron habiéndole sustituido en el cargo Antonio de Contreras (desde septiembre de 1634), de ahí que el viaje acabara llevando su nombre.

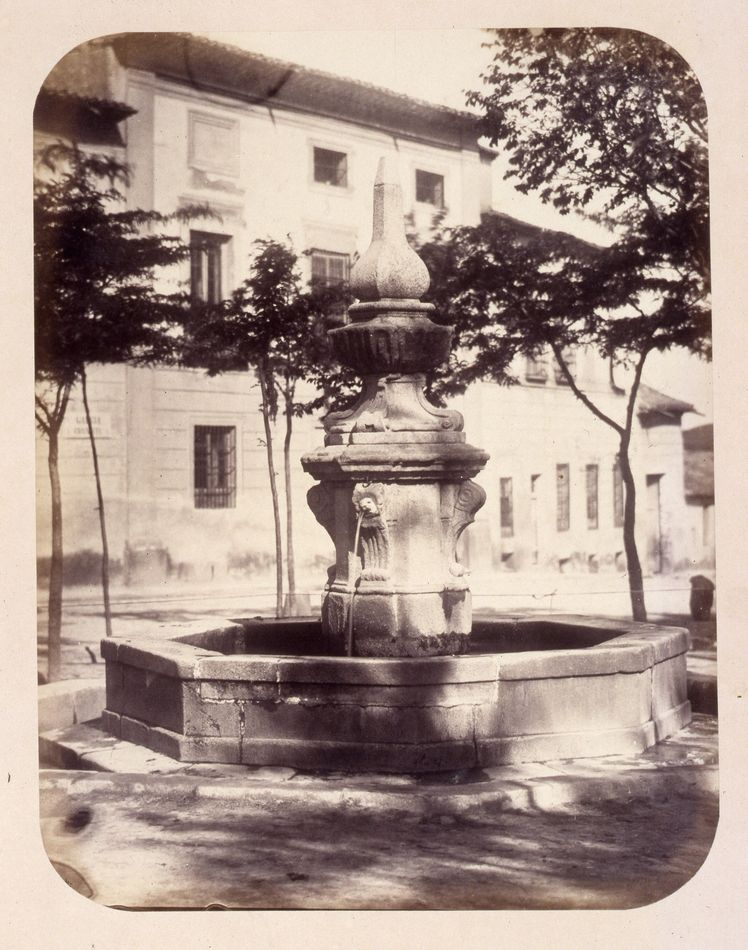
La desaparecida fuente vecinal en la Plazuela de los Afligidos, fotografiada por Alfonso Begué en 1864. La primitiva «arca de agua» o fuente de San Joaquín fue sustituida por una fuente con una asignación de once aguadores y 7 RA, según el Diccionario de Madoz (1850).

Iniciada su construcción en 1637, el viaje vino en auxilio del caudal que desde el viaje de la Castellana se había traído por «una conducción de tuberías por zanja» obra del maestro fontanero Pedro de Sevilla, ampliando el ramal de los Basilios, desde la calle Tudescos hasta la plazuela de Santo Domingo, donde se le había encargado al cantero Miguel Collado la construcción de una nueva fuente con un presupuesto de mil ducados (que en abril de 1636 abastecía ya a los vecinos un caudal de tres reales de agua). A comienzos de 1637, y dado que la nueva fuente no era más que una solución de emergencia, la Junta contrató al zahorí y fontanero Eugenio Rodríguez la localización de nuevos acuíferos, objetivo encontrado en el camino de Postas, junto al “valle de la Norieta”, en el término del entonces pueblo de Fuencarral. El manadero, con un caudal de 16 RA, se encauzó en lecho subterráneo hasta el arca de la puerta de Fuencarral (a la altura de lo que luego sería la glorieta de Ruiz Jiménez). Rodríguez y el avezado y ya anciano maestro Gabriel de Avenares iniciaron la red interior del viaje de Contreras hasta la nueva fuente contratada en la plazuela de los Afligidos, junto al monasterio de San Joaquín (fundado en 1635 por frailes premostratenses), que también construyó el cantero Eugenio Montero.
Las obras del viaje de Contreras no se concluyeron hasta 1645, sin ser considerado como viaje independiente, sino como ramal del de la Fuente Castellana, al que desde el principio estuvo unido «por una comunicación realizada por el fontanero Pedro Hernández». Como resultó insuficiente, la Junta tuvo que ampliar la red del de la Castellana con el refuerzo de otro nuevo ramal que acabaría siendo conocido como viaje de la Alcubilla.